# Dampfdruckosmometrie
Die Dampfdruckosmometrie ist eine Technik zur Bestimmung der Molmasse makromolekularer Stoffe, die auf der Erniedrigung des partiellen Dampfdruckes des Lösungsmittels von Polymerlösungen im Vergleich zu dem des reinen Lösungsmittels beruht.

## Funktionsweise

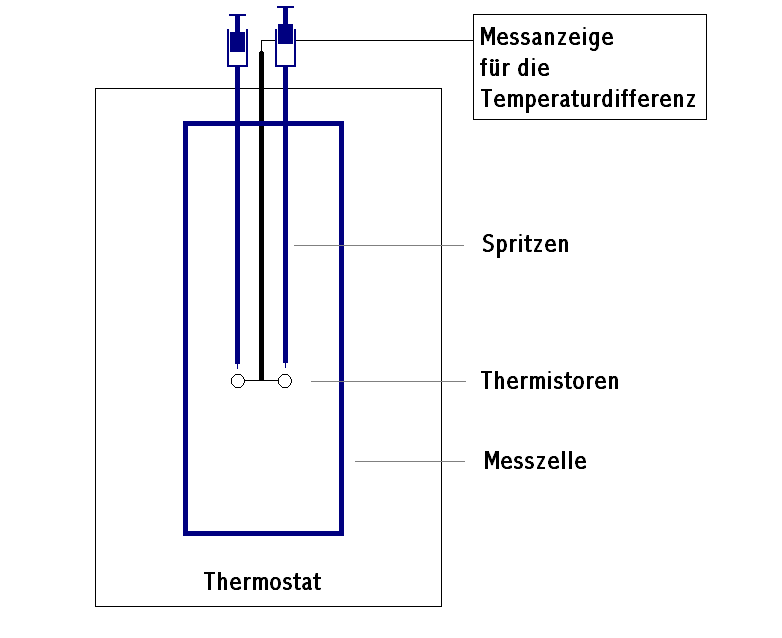
Schema eines Dampfdruckosmometers

In einem abgeschlossenen, thermostatisierten, mit Lösungsmitteldampf gesättigten Raum (Dampfdruckosmometer) befinden sich zwei hoch empfindliche Halbleiter-Temperaturfühler, deren elektrischer Widerstand sich mit der Temperatur ändert. Diese sind unterschiedlich benetzt. Ein Thermistor mit reinem Lösungsmittel, der andere mit der zu vermessenden Polymerlösung. Die Dampfdrücke von Lösung und reinem Lösungsmittel sind verschieden. Jedoch stehen sie über die Dampfphase miteinander in Kontakt und streben einen Gleichgewichtszustand an. Dies erfolgt, indem Lösungsmitteldampf auf dem Thermistor mit dem Probentropfen kondensiert, da der Dampfdruck des Lösungsmittels in der Polymerlösung niedriger als der des reinen Lösungsmittels ist. So gleichen sich die Dampfdrücke und chemischen Potentiale der beiden Tropfen immer mehr einander an. Dabei nähert sich das System einem Gleichgewichtszustand an, kann jedoch nie vollständig erreicht werden, da die Lösung dafür unendlich verdünnt werden müsste und auch der Tropfen irgendwann zu schwer werden und abfallen würde. Aus diesem Grund kann dieser Versuch auch nur für ausreichend verdünnte Lösungen durchgeführt werden, für die das Raoultsche Gesetz gilt. Beim Kondensieren des Lösungsmittels wird die Kondensationsenthalpie frei, infolgedessen steigt die Temperatur des Lösungstropfens an. Gemessen wird die Temperaturdifferenz nach der Gleichgewichtseinstellung (gewisse Wartezeit) zwischen Proben- und Lösungsmitteltropfen. Da die Temperaturunterschiede gering sind (< 0,1 K) und somit eine hohe Messgenauigkeit erforderlich ist, werden die beiden Thermistoren bei Benetzung mit dem gleichen Lösungsmittel vor der eigentlichen Messung über eine Wheatstonesche Brücke abgeglichen. Dadurch werden auch kleine Widerstandsänderungen von 5 × 10−4 % messbar.
Die Temperaturdifferenz zwischen den beiden Tropfen ist ein Maß für die Dampfdruckerniedrigung durch die gelöste Substanz und bei Kenntnis der Konzentration auch für deren Molmasse.
Zuvor muss mit Kalibrationssubstanzen (mit bekannter Konzentration und molarer Masse) die Gerätekonstante der Messanordnung bestimmt werden, um darüber aus der für die Probe gemessenen Temperaturdifferenz die molare Masse berechnen zu können.